# Josh Stamberg
Joshua Collins Stamberg (né le 4 janvier 1970 à Washington est un acteur américain.

## Biographie
Joshua Stamberg est né le 4 janvier 1970 à Washington.
Il est le fils de la journaliste Susan Stamberg et de Louis C. Stamberg.
Il a étudié à l'université du Wisconsin à Madison.
Il est marié à l'actrice Myndy Crist. Ils ont deux filles, Vivian et Lena Stamberg.

## Filmographie

### Cinéma

#### Longs métrages
- 2000 : The Photographer de Jeremy Stein : Peter Morgan
- 2001 : Kate et Léopold (Kate and Leopold) de James Mangold : Bob
- 2002 : Washington Heights d'Alfredo Rodriguez de Villa : Dr Field
- 2002 : La Machine à explorer le temps (The Time Machine) de Simon Wells : Un homme en moto
- 2002 : The Perfect You de Matthew Miller : Eddie Oshinski
- 2002 : Standard Time de Robert Cary : Steve
- 2005 : Sept ans de séduction (A Lot Like Love) de Nigel Cole : Michael
- 2005 : La Main au collier (Must Love Dogs) de Gary David Goldberg : Lennie
- 2005 : Le choix de Sofia (Love for Rent) de Shane Edelman : Paul
- 2006 : Play It by Ear de Lauren Flick : Robert
- 2006 : Drifting Elegant d'Amy Glazer : Nate
- 2007 : La Faille (Fracture) de Gregory Hoblit : Norman Foster
- 2010 : Légion de Scott Charles Stewart : Burton
- 2011 : J. Edgar de Clint Eastwood : Agent Stokes
- 2013 : Afternoon Delight de Jill Soloway : Matt
- 2013 : Dark Skies de Scott Charles Stewart : Un policier
- 2013 : Saving Lincoln de Salvador Litvak : Salmon P. Chase
- 2015 : Day Out of Days de Zoe Cassavetes : Josh
- 2016 : Havenhurst d'Andrew C. Erin : Tim
- 2017 : Un cœur à prendre (Home Again) d'Hallie Meyers-Shyer : Warren
- 2018 : Pacific Rim : Uprising de Steven S. DeKnight : Le père d'Amara
- 2018 : The Etruscan Smile d'Oded Binnun et Mihal Brezis : Jeff Stradlow
- 2019 : Justine de Stephanie Turner : Michael
- 2019 : Bad Art de Tania Raymonde et Zio Ziegler : James

#### Courts métrages
- 2011 : The Carrier de Scott Schaeffer : Kelly
- 2013 : What Should We Watch ? d'Amy Barrett : Chase

### Télévision

#### Séries télévisées
- 1998 : Spin City : Phil Hockner
- 1998 : Sex and the City : Brian
- 1998 / 2002 : New York, police judiciaire (Law and Order) : Le mécanicien / Martin Stanley
- 2000 : The Street : Grant Johnson
- 2002 : Les Experts : Miami (CSI : Miami) : Ben McCadden
- 2003 : New York Police Blues (NYPD Blue) : Chris Dunwoody
- 2003 - 2004 : Six Feet Under : Sarge
- 2003 / 2005 : Monk : Agent Grooms
- 2004 : Les Experts (CSI : Crime Scene Investigation) : Dr Tripton
- 2005 : Grey's Anatomy : Tommy Walker
- 2005 : Over There : Lieutenant Alexander Hunter
- 2006 : Love Monkey : Eli
- 2006 : Alex Rose (Courting Alex) : Stephen
- 2006 : Philadelphia (It's Always Sunny in Philadelphia) : Ari Frenkel
- 2006 - 2007 : Studio 60 on the Sunset Strip : Luke Scott
- 2007 : Dr House (House M.D.): Don Herrick
- 2007 : Brothers and Sisters : Cliff
- 2008 : Men in Trees : Leçons de séduction (Men in Trees) : Jim Switzer
- 2008 : NCIS : Enquêtes spéciales (NCIS) : Major Ike Varnai
- 2009 : Lie to Me : Hutchinson
- 2009 - 2012 : Drop Dead Diva : Jay Parker
- 2009 : Bella et ses ex (The Ex List) : Wade Redden
- 2010 : New York, section criminelle (Law and Order : Criminal Intent) : Dr Chris Denardi
- 2010 - 2011 : The Whole Truth : Carl Bagley
- 2012 : Castle : Martin Danberg
- 2012 : Esprits criminels (Criminal Minds) : Mike Acklin
- 2013 : Justified : Agent Alex Barnes
- 2013 : Arrested Development : Sergent Briggs
- 2013 : Suits : Avocats sur mesure (Suits) : Richard Jensen
- 2013 - 2014 : Parenthood : Carl Fletcher
- 2014 : Perception : Sean
- 2014 : Unforgettable : Robert Bright
- 2014 - 2015 / 2017 : The Affair : Max Cadman
- 2015 : The Good Wife : Dr Joseph Portnow
- 2017 : Law and Order True Crime : Robert Rand
- 2017 : Doubt : Affaires douteuses (Doubt) : Max Brennan
- 2017 : Longmire : U.S. Marshal Hammond
- 2018 : Nashville : Darius Enright
- 2018 : MacGyver : Paul 'Deacon' Hern
- 2019 : The Loudest Voice : Bill Shine
- 2021 : WandaVision : Directeur Tyler Hayward
- 2021 : New York, unité spéciale (Law and Order : Special Victims Unit) : Juge Charles Gallagher
- 2022 : The Rookie : Le Flic de Los Angeles (The Rookie) : Dexter Hayes
- 2022 : Minx : George
- 2022 : Magnum (Magnum P.I.) : Shane Whelan
- 2022 : The Time Traveler's Wife : Richard DeTamble
- 2023 : Anatomie d'un divorce (Fleishman Isin Trouble) : Sam Rothberg
- 2023

#### Téléfilm
- 1994 : Normandy : The Great Crusade de Christopher Koch : Francis Greenleaf (voix)